# Miniopterus aelleni
Miniopterus aelleni is een zoogdier uit de familie van de gladneuzen (Vespertilionidae). De wetenschappelijke naam van de soort werd voor het eerst geldig gepubliceerd door Goodman et al. in 2009.

## Voorkomen
De soort komt voor op Anjouan (Comoren) en in Madagaskar.